# Бур (Верхние Пиренеи)
Бур (фр. Bours, окс. Borç) — коммуна во Франции, находится в регионе Юг — Пиренеи. Департамент — Верхние Пиренеи. Входит в состав кантона Орейан. Округ коммуны — Тарб.
Код INSEE коммуны — 65108.

## География
Коммуна расположена приблизительно в 650 км к югу от Парижа, в 115 км западнее Тулузы, в 6 км к северу от Тарба.
На западе коммуны протекает река Адур и расположено озеро Бур.

## Климат
Климат умеренно-океанический с солнечной тёплой погодой и обильными осадками на протяжении практически всего года.

## Население
Население коммуны на 2010 год составляло 785 человек.
| 1962 | 1968 | 1975 | 1982 | 1990 | 1999 | 2010 |
| ---- | ---- | ---- | ---- | ---- | ---- | ---- |
| 374  | 371  | 524  | 547  | 602  | 715  | 785  |

## Администрация
| Период | Период | Фамилия     | Партия | Примечания |
| ------ | ------ | ----------- | ------ | ---------- |
| 2001   | 2020   | Марк Гаррок |        |            |

## Экономика
В 2010 году среди 503 человек трудоспособного возраста (15-64 лет) 349 были экономически активными, 154 — неактивными (показатель активности — 69,4 %, в 1999 году было 70,0 %). Из 349 активных жителей работали 332 человека (168 мужчин и 164 женщины), безработных было 17 (5 мужчин и 12 женщин). Среди 154 неактивных 59 человек были учениками или студентами, 57 — пенсионерами, 38 были неактивными по другим причинам.

## Достопримечательности
- Церковь Успения Божьей Матери

## Фотогалерея

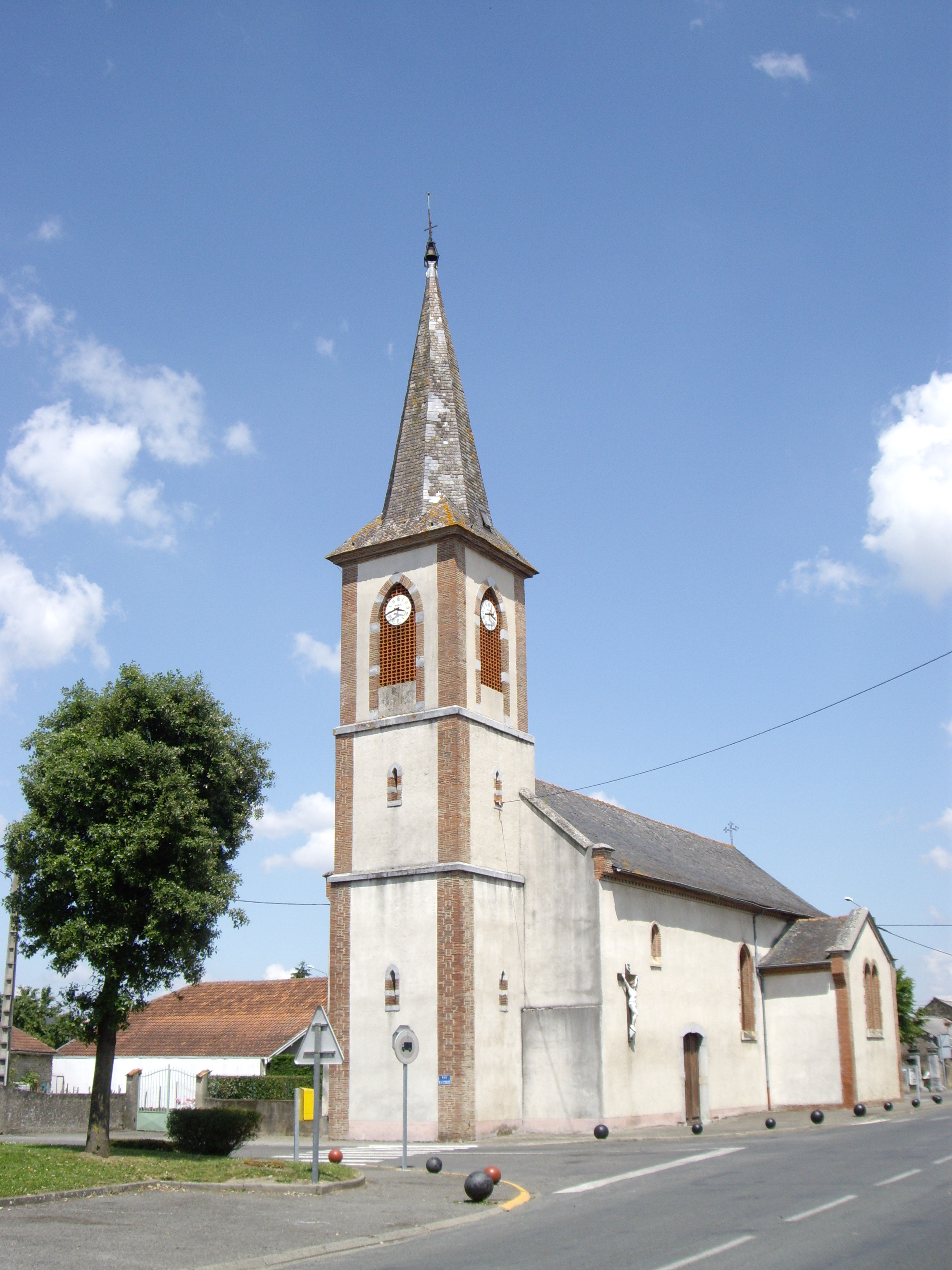
Церковь Успения Божьей Матери
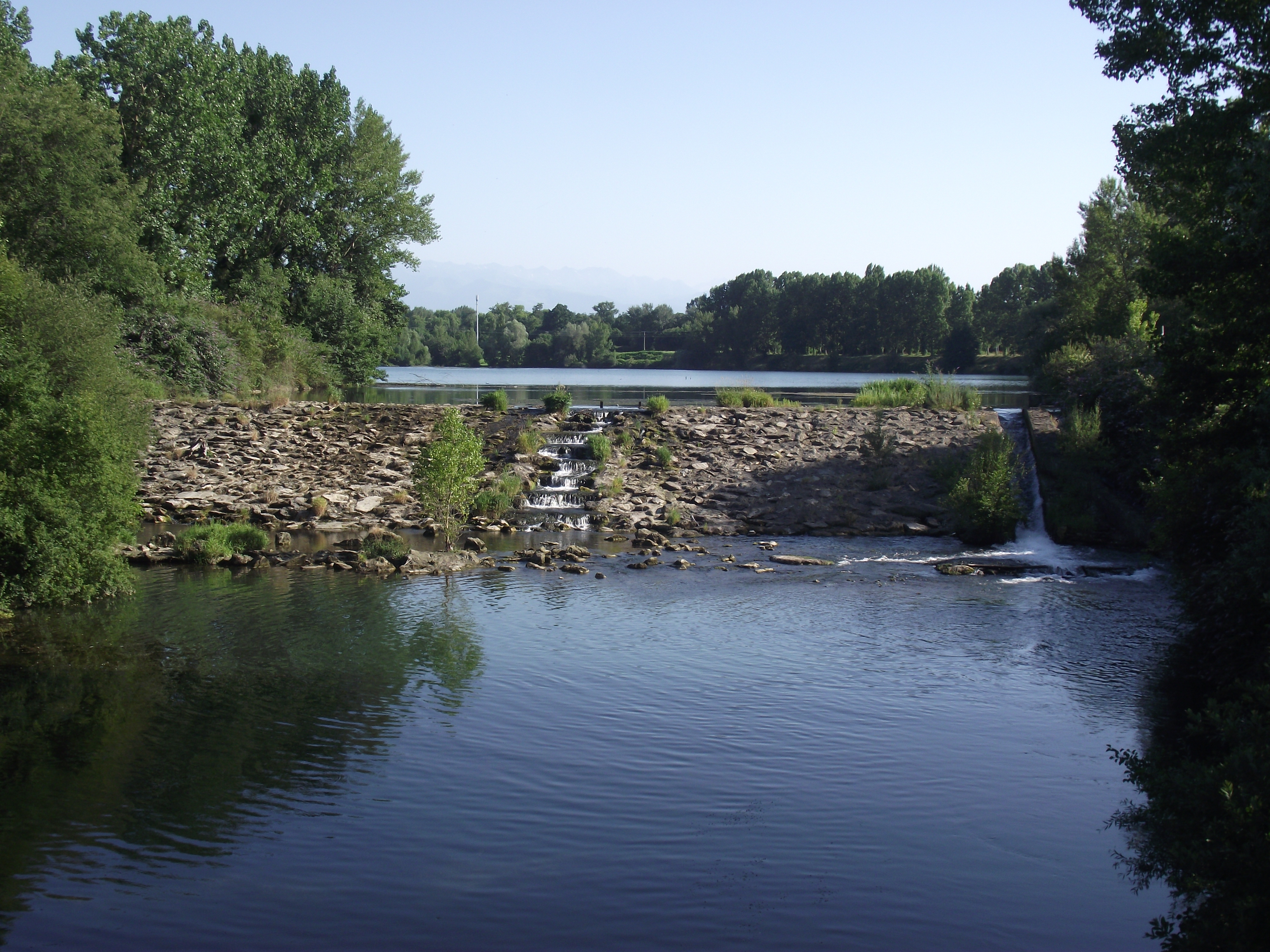
Озеро Бур
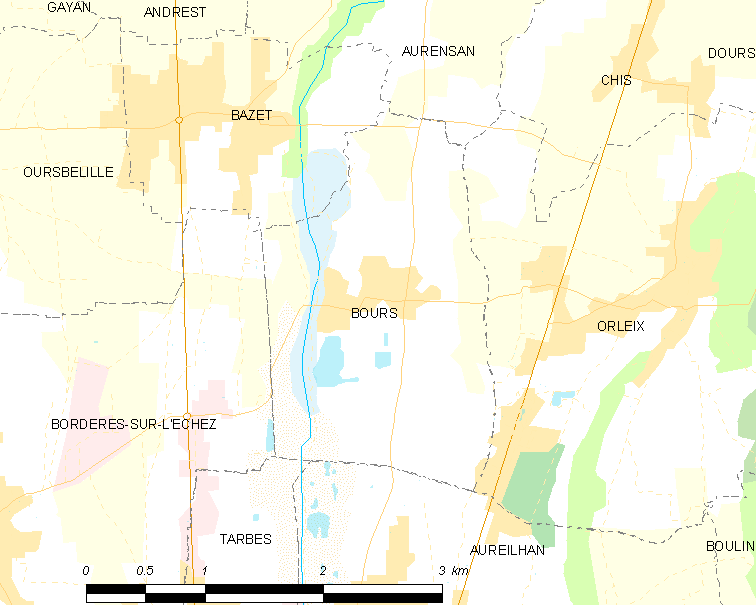
Карта коммуны